# Ischyromene macrocephala
Ischyromene macrocephala là một loài chân đều trong họ Sphaeromatidae. Loài này được Krauss miêu tả khoa học năm 1843.